# 赫氏鉤嘴鰨
赫氏鉤嘴鰨為輻鰭魚綱鰈形目鰨亞目鰨科的其中一種，為熱帶海水魚，分布於西太平洋菲律賓、印尼及巴布亞紐幾內亞海域，體長可達20公分，棲息在底層水域，生活習性不明。

## 扩展阅读
維基物種上的相關：赫氏鉤嘴鰨